# 블랙 베일 브라이즈
블랙 베일 브라이즈(Black Veil Brides)는 미국 할리우드 출신의 헤비 메탈 밴드이다.